# Aundrea Fimbres
Aundrea Fimbres (Upland, 29 de Junho de 1983) é uma cantora, compositora e modelo americana-mexicana que fez parte do grupo musical Danity Kane, que esteve de volta em 2013 depois de 4 anos de separação.

## Carreira
Quando o reality show americano, Making the Band começou, sua irmã decidiu que seria bom para Aundrea participar. Seu pai então viu que a MTV e a indústria de música não era tão ruim quanto pensava. Ela foi então descoberta por P. Diddy e entrou para o elenco de Making the Band e logo depois entrou para o grupo Danity Kane. De todas as garotas, Aundrea era a que tinha o melhor potencial vocal.
A Voz de Aundrea tem uma participação na música "Dip With You" do álbum "Cyclone" de Baby Bash.

## Discografia

### Álbuns
Danity Kane
- Laçamento: 22 de Agosto, 2006
- Posição: #1 U.S., #2 R&B
- Vendas nos EUA: 1,123,000
- Certificação RIAA: Platina

Welcome to the Dollhouse
- Laçamento: 18 de Março, 2008
- Posição: #1
- Vendas nos EUA: 500,000
- Certificação RIAA: Ouro

## Singles
| Ano  | Título                              | Posições | Posições | Posições | Posições | Posições | Álbum                    |
| Ano  | Título                              | U.S. 100 | U.S. Pop | U.S. R&B | GER      | AUT      | Álbum                    |
| ---- | ----------------------------------- | -------- | -------- | -------- | -------- | -------- | ------------------------ |
| 2006 | "Show Stopper" (featuring Yung Joc) | 8        | 12       | 33       | 27       | 60       | Danity Kane              |
| 2006 | "Ride for You"                      | 78       | 55       | 119      | —        | —        | Danity Kane              |
| 2008 | "Damaged"                           | 10       | 5        | 110      | —        | —        | Welcome to the Dollhouse |